# Тороев, Аполлон Андреевич
Аполло́н Андре́евич Торо́ев (1893—1981) — народный бурятский сказитель-улигершин, поэт.
Член Союза писателей СССР (1939). Заслуженный деятель искусств Бурятской АССР. Член КПСС.

## Биография
Аполлон Тороев родился в крестьянской семье. С детства слышал много сказок, былей, преданий и легенд от своей бабушки Ш. Янгутовой и других народных сказителей. 
Обладая феноменальной памятью, он всё услышанное и прочитанное запоминал на всю жизнь. Впоследствии эта природная способность очень помогла ему в дальнейшей жизни, так как в 17 лет Аполлон потерял зрение. 
Кроме удивительной памяти Тороев обладал природным чувством юмора, способностью к творчеству и импровизации. К примеру, из более чем 100 сказок, записанных с его слов, около 30 сочинил он сам.
Начиная с 1928 года ведутся постоянные записи народных сказаний, легенд и эпосов с уст Аполлона Тороева. В 1941 году изданы его первые книги «Ульгернууд» на бурятском языке и «Улигеры, сказки и песни» на русском языке.
В архиве Улан-Удэ, Москвы, Санкт-Петербурга имеются записи 156 его произведений. 
В годы Великой Отечественной войны Тороевым созданы поэмы «Советский герой», «Защита Москвы», «Сталинград», «Двадцатилетие», «Тулаев-батор», «Генерал Балдынов».
Благодаря Аполлону Тороеву, внёсшему немалый вклад в бурятскую и многонациональную советскую литературу, устное творчество бурятского народа, его сказки, эпосы и легенды не были забыты.

## Произведения
- Ульгернууд
- Улигеры, сказки и песни
- Дятел-труженик
- Трава и мошка
- Хвастливая собачонка
- Сорока и медведь
- Как перевелись в Сибири львы

## Награды
- орден «Знак Почёта» (25.01.1954)[3]
- медаль «За трудовое отличие»
- медаль «За доблестный труд в Великой Отечественной войне 1941-1945 гг.»
- Почётная Грамота Президиума Верховного Совета РСФСР[4]